# Javed Burki
Javed Burki (Urdu جاوید برکی; * 8. Mai 1938 in Meerut, Britisch-Indien) ist ein ehemaliger pakistanischer Cricketspieler und Mannschaftskapitän der pakistanischen Nationalmannschaft.

## Kindheit und Ausbildung
Burki kommt aus einer Sportler-Familie. Sein Onkel Ahmed Raza spielte First-Class-Cricket für Northern India, seine Cousins Majid Khan und Imran Khan waren beide Nationalspieler. Zwei Cousins seiner Mutter waren Kapitän der pakistanischen Hockey-Nationalmannschaft. Sein Vater war Offizier in der Armee und so zog er als Kind nach Rawalpindi. Durch seinen Cricket-begeisterten Mathelehrer wurde eine Schulmannschaft gegründet, mit denen die Schulmeisterschaft dominiert wurde. Er trainierte später auch bei der Mannschaft von Rawalpindi. Sein First-Class-Debüt absolvierte er für die pakistanische Universitätsmannschaft gegen den Marylebone Cricket Club. Die ersten Einsätze in der Quaid-e-Azam Trophy hatte er in der Saison 1956/57 für Punjab die in dieser Saison die Meisterschaft gewannen und er bis zum Halbfinale Spiele bestritt. Daraufhin ging er nach Oxford und spielte dort für drei Jahre in der Universitäts-Mannschaft.

## Aktive Karriere
Nach seiner Rückkehr nach Pakistan wurde er für die anstehenden Tour in Indien 1960/61 nominiert, absolvierte jedoch noch kurz vorher sein Examen für den öffentlichen Dienst. Im ersten Test hatte er noch Probleme nach seiner Lernphase in der Sonne von Mumbai zu bestehen, aber ab dem zweiten Test konnte er überzeugen. So konnte er dort im ersten Innings 79 Runs erzielen.
Auf der Tour Englands in Pakistan 1961/62 konnte er im ersten Test ein Century über 138 Runs erzielen. Im zweiten Test konnte er diese Leistung wiederholen und 140 Runs erzielen. Damit hatte er sich im Team etabliert.
Da die etablierten Spieler Pakistans aus den 1950er Jahren am Ende ihrer Karriere standen, wurde der erst 24-jährige Burki für die Tour in England nach nur acht gespielten Tests als Kapitän der Nationalmannschaft berufen. Die Tour endete für Pakistan in einem Desaster, da man vier der fünf Tests verlor und im fünften nur durch Regenfälle gerettet wurde. Während der Tour erzielte er im zweiten Test im zweiten Innings ein Century über 101 Runs. Nach der Tour wurde er nicht mehr als Kapitän berücksichtigt, verblieb jedoch im Team. Auch konzentrierte er sich nach der Tour auf seine Karriere für den öffentlichen Dienst, so dass er sich weniger auf Cricket konzentrierte.
In der Saison 1964/65 nahm er an den Touren gegen Australien und in und gegen Neuseeland Teil und konnte dort zwei Fifty erzielen. Die Quaid-e-Azam Trophy 1964/65 konnte er mit Karachi Blues im Finale gegen Lahore Greens gewinnen. Im Jahr darauf konnte er dies als Kapitän des Teams in der Ayub Trophy wiederholen. Eine weitere Tour nach England absolvierte er 1976, konnte jedoch nicht mehr überzeugen. Seinen letzten Test absolvierte er beim dritten Test der Tour gegen Neuseeland 1969/70. Danach spielte er nur noch vereinzelte Spiele und hatte seinen letzten Einsatz im First-Class-Cricket in der Quaid-e-Azam Trophy 1974/75.

## Nach seiner aktiven Zeit
Nach seiner aktiven Karriere konzentrierte er sich auf seine Karriere im öffentlichen Dienst, nahm jedoch immer wieder Aufgaben für den Cricketverband wahr. So war er Manager für die pakistanische Mannschaft beim Cricket World Cup 1975. Im Jahr 1989 wurde er Vorsitzender der pakistanischen Selektoren und wählte während der Zeit das Team für den Cricket World Cup 1992 aus, dass den Titel gewinnen sollte. Danach trat er von diesem Posten zurück. Aufgaben im öffentlichen Dienst umfassten unter anderem die Position des Sekretärs im Ministerium für Wasser und Energie der pakistanischen Regierung. Zwischen 1993 und 1999 war er als Umpire im Test- und ODI-Cricket tätig. In 2002 kam er ins Gefängnis im Zusammenhang mit seiner Position als Chef der Pakistan Automobile Corporation und wurde 2004 wegen Korruption angeklagt.